# Stara Dąbrowa
Stara Dąbrowa è un comune rurale polacco del distretto di Stargard Szczeciński, nel voivodato della Pomerania Occidentale.
Ricopre una superficie di 112,59 km² e nel 2005 contava 3 570 abitanti.